# Штурм Эльбинга
Штурм Эльбинга — одно из событий Первого прусского восстания, произошедшее в 1245 году. Упоминается в таких источниках, как "Хроника земли Прусской" Петра из Дусбурга и одноимённая рифмованная немецкоязычная версия "Хроники земли Прусской" Николая фон Ерошин.
Руководитель восстания князь Святополк II Померанский предпринял штурм Эльбинга, узнав, что тевтонские рыцари, составлявшие гарнизон замка, вместе с основной частью мужского населения покинули город .
Хронисты Ордена Николай фон Ерошин  и Пётр из Дусбурга описывают эти события в "Хроникe земли Прусской":
«Святополк, князь Померании, узнав об отсутствии братьев и горожан из Эльбинга, собрав большую рать, выступил на штурм замка и города. Увидев это, женщины, сняв женские украшения, облеклись духом мужским и, препоясав себя по бедру мечом, поднялись на стены, проявив себя так мужественно при обороне, как никогда там не выступал слабый пол. Вот почему князь, считая, что вернулось войско братьев и горожан, в замешательстве отступил» .
О причине ухода гарнизона и боеспособной части мужского населения из города "Хроника земли Прусской" Петра из Дусбурга умалчивает. Умалчивает об этом в одноимённой стихотворной версии хроники и Николай фон Ерошин. Видимо, причины были и в самом деле серьёзные, раз они оставили один из важнейших городов ордена в самый разгар прусского восстания.
Осведомлённый об этом, князь Святополк рассчитывал на благоприятный исход штурма при минимальных усилиях и потерях с его стороны. Однако, как уже ранее упомянуто, его расчёт не оправдался.
Пётр из Дусбурга описывает это событие кратко, как бы мимоходом (часть 3, глава 48 хроники) . Николай фон Ерошин также сообщает скудные сведения о штурме Эльбинга . При этом оба хрониста делают акцент на том, что штурм был отбит исключительно женщинами.
При объективном же рассмотрении становится ясно, что версию о женщинах Эльбинга, предлагаемую авторами обеих хроник, можно считать преувеличением. Конечно, учитывая, что значительная часть мужского населения покинула город, можно предположить, что среди тех, кто оборонял город от захватчиков, преобладали женщины. Однако, версия о том, что пруссы, с раннего возраста обучавшиеся военному ремеслу и отточившие своё мастерство в многочисленных войнах, а также профессиональные воины из войска князя Святополка были побеждены исключительно женщинами, представляется весьма сомнительной.
Это позволяет предположить, что среди защитников города мужчины всё-таки были, хоть и составляли меньшинство. Судя по всему, это были те, кто в силу возрастных или иных критериев не могли нести военную службу в гарнизоне замка или городском ополчении, и потому остались в городе (например, подростки, юноши, зрелые мужчины, страдающие теми или иными серьёзными заболеваниями, инвалиды, мужчины пожилого и старческого возраста и т.п). На это указывают и сами авторы обеих хроник, сообщая, что город покинули братья и горожане. Здесь следует пояснить, что "братьями" авторы называют членов Тевтонского ордена: братья-рыцари и братья-сарианты (то есть члены ордена нерыцарского происхождения). Под "горожанами", скорее всего, авторы обеих хроник подразумевали городское ополчение, то есть боеспособную часть мужского населения Эльбинга.
Далее, согласно авторам обеих хроник, все профессиональные военные и ополченцы покинули город, оставив его жителей без защиты. Подобные действия в самый разгар прусского восстания представляются неразумными, если не сказать больше – абсурдными. Наиболее вероятно, что в городе была оставлена часть профессиональных военных (или хотя бы несколько человек), например, в качестве городской стражи, а в случае нападения неприятеля – для управления ополчением, собранным из оставшихся жителей, и организации обороны города. Что, собственно, и произошло в данном случае.
Под умелым командованием и руководством оставленных там профессиональных военных жители города сумели дать отпор армии Святополка. И отпор оказался настолько организованным и эффективным, что (если верить авторам обеих хроник) штурмующие посчитали, что братья и ополченцы Эльбинга каким-то образом успели вернуться обратно в город до их прихода. Это представляется вполне достоверным, ведь авторы хроник сами сообщают, что "...женщины, сняв женские украшения, облеклись духом мужским и, препоясав себя по бедру мечом, поднялись на стены" . То есть, облачившись в доспехи и взяв в руки оружие, они вполне могли сойти за мужчин, и даже за тевтонских рыцарей или братьев-сариантов, что в свою очередь могло ввести неприятеля в заблуждение, оказать на них психологическое воздействие и таким образом подорвать их моральный дух.
К подобному приёму, кстати, тевтонские рыцари прибегали неоднократно. К примеру, в главе 165 части третьей обеих хроник Пётр из Дусбурга  и Николай фон Ерошин  сообщают:
«...Диван, вождь бартов, с 800 воинами осадил замок Шёнензе… В этом замке… на этих оруженосцев братья надели свои плащи и пармы для устрашения осаждающих, чтобы казалось, что братьев много».
Также следует учесть, что защитники города были в более выгодном положении, находясь под защитой крепостных стен и других оборонительных сооружений, позволявших им эффективно отстреливаться и обороняться от штурмующих. Вкупе с вышеперечисленными факторами, это позволило жителям Эльбинга, в том числе и женщинам, успешно отразить штурм.
Таким образом, и женщины, и мужчины Эльбинга, не владеющие военным ремеслом, проявили невиданную отвагу, найдя в себе мужество противостоять закалённым в боях пруссам и профессиональным воинам Святополка.
Касательно акцента на исключительно женском составе защитников города, подобное изложение событий, вероятно, было продиктовано желанием авторов обеих хроник придать своим работам нравоучительную окраску, и преподнести поражение Святополка как пример победы добра над злом, превосходства христианства над язычеством, торжества светлого над тёмным, небесного над земным.